# Sylvester Musonda
Sylvester Musonda (ur. 20 grudnia 1973 w Ndoli) – zambijski piłkarz grający na pozycji napastnika.

## Kariera klubowa
W swojej karierze piłkarskiej Musonda grał w klubach Green Buffaloes, Profound Warriors, Railway Express FC, ZESCO United, Kalulushi Modern Stars, RoPS i Nchanga Rangers.

## Kariera reprezentacyjna
W 1998 roku Musonda został powołany do kadry na reprezentacji Zambii na Puchar Narodów Afryki 1998, jednak nie wystąpił na nim w żadnym meczu. W kadrze narodowej rozegrał jeden mecz, 13 grudnia 1997, towarzyski i wygrany 2:0 z Burkiną Faso, w którym strzelił 2 gole.